# Извршно веће Собрања СР Македоније
Извршно веће Собрања Социјалистичке Републике Македоније (мкд. Извршен совет на Собранието на Социјалистичка Република Македонија) је био назив за владу у Социјалистичкој Републикој Македонији, од 1953. до 1991, док је у периоду од 1945. до 1953. године коришћен назив Влада.
Извршно веће је према Уставу СР Македоније представљало извршни орган Собрања Социјалистичке Републике Македоније и сачињавали су га - председник, чланови које бира скупштина и републички секретари (министри).
Званични називи владе током постојања СР Македоније, од 1945. до 1991. године, били су:
- Влада Демократске Македоније - од 1945. до 1946. године
- Влада Народне Републике Македоније (мкд. Влада на Народна Република Македонија) - до 1946. до 1953. године
- Извршно веће Народног собрања Народне Републике Македоније - од 1953. до 1963. године
- Извршно веће Собрања Социјалистичке Републике Македоније - од 1963. до 1991. године

Такође у званичној употреби користио се и назив Републичко извршно веће, да би се разликовало од Савезног извршног већа. Често су се користиле и скраћене варијанте имена - Извршно веће СР Македоније или Извршно веће Македоније.

## Састав извршних већа
| Владе Народне Републике/Социјалистичке Републике Македоније 1945-1991 |                     |                     |                     |
| влада                                                                 | председник          | п. мандата          | к. мандата          |
| Влада Демократске Македоније                                          | Лазар Колишевски    | 16. април 1945.     | 18. април 1946.     |
| 1. Влада НР Македоније                                                | Лазар Колишевски    | 18. април 1946.     | 31. децембар 1946.  |
| 2. Влада НР Македоније                                                | Лазар Колишевски    | 31. децембар 1946.  | 6. јануар 1951.     |
| 3. Влада НР Македоније                                                | Лазар Колишевски    | 6. јануар 1951.     | 3. фебруар 1953.    |
| 1. Извршно веће Народног собрања НР Македоније                        | Лазар Колишевски    | 3. фебруар 1953.    | 19. децембар 1953.  |
| 2. Извршно веће Народног собрања НР Македоније                        | Љупчо Арсов         | 19. децембар 1953.  | 15. април 1958.     |
| 3. Извршно веће Народног собрања НР Македоније                        | Љупчо Арсов         | 15. април 1958.     | 25. јун 1963        |
| 4. Извршно веће Собрања СР Македоније                                 | Александар Грличков | 25. јун 1963.       | 11. мај 1965.       |
| 5. Извршно веће Собрања СР Македоније                                 | Никола Минчев       | 11. мај 1965.       | 12. мај 1967.       |
| 6. Извршно веће Собрања СР Македоније                                 | Никола Минчев       | 12. мај 1967.       | 24. септембар 1968. |
| 7. Извршно веће Собрања СР Македоније                                 | Ксенте Богоев       | 24. септембар 1968. | 7. мај 1969.        |
| 8. Извршно веће Собрања СР Македоније                                 | Ксенте Богоев       | 7. мај 1969.        | 29. децембар 1971.  |
| 9. Извршно веће Собрања СР Македоније                                 | Ксенте Богоев       | 29. децембар 1971.  | 8. мај 1974.        |
| 10. Извршно веће Собрања СР Македоније                                | Благоје Попов       | 8. мај 1974.        | 28. април 1978.     |
| 11. Извршно веће Собрања СР Македоније                                | Благоје Попов       | 28. април 1978.     | 28. април 1982.     |
| 12. Извршно веће Собрања СР Македоније                                | Драгољуб Ставрев    | 28. април 1982.     | 28. април 1986.     |
| 13. Извршно веће Собрања СР Македоније                                | Глигорије Гоговски  | 28. април 1986.     | 20. март 1991.      |